# Aeropuerto Internacional de Ciudad del Carmen
El Aeropuerto Internacional de Ciudad del Carmen (Código IATA: CME - Código OACI: MMCE - Código DGAC: CME), es un aeropuerto internacional localizado en la isla de Ciudad del Carmen, Campeche, México, el cual se encuentra ubicado a 350 metros de la ciudad, muy cerca de la zona comercial más importante de la isla, y de los principales hoteles en la ciudad. Es operado por Aeropuertos y Servicios Auxiliares, una empresa del gobierno federal.

## Historia
Antes de la construcción del actual aeropuerto, en el pasado en Ciudad del Carmen operaba el Aeropuerto Carranza, el cual en octubre de 1928 prestaba servicios de Mexicana de Aviación en la ruta Veracruz-Villahermosa-Ciudad de Carmen-Mérida.
Construido en 1942, entró en funcionamiento el 23 de febrero de 1944 bajo convenio con Estados Unidos para abastecimiento de aeronaves que vigilaban la zona con motivo de la Segunda Guerra Mundial, el costo de la construcción del aeropuerto fue de 9 millones de peso.
Fue incorporado a la Red ASA en 1965, cuenta con una superficie de 192 hectáreas aproximadamente y su plataforma para la aviación comercial es de 10,484 metros cuadrados; además tiene tres posiciones y una pista de 2.2 kilómetros de longitud, apta para recibir aviones Boeing 737. 

Posee estacionamiento propio, con capacidad de 84 lugares. También ofrece los servicios de renta de autos y transportación terrestre. 

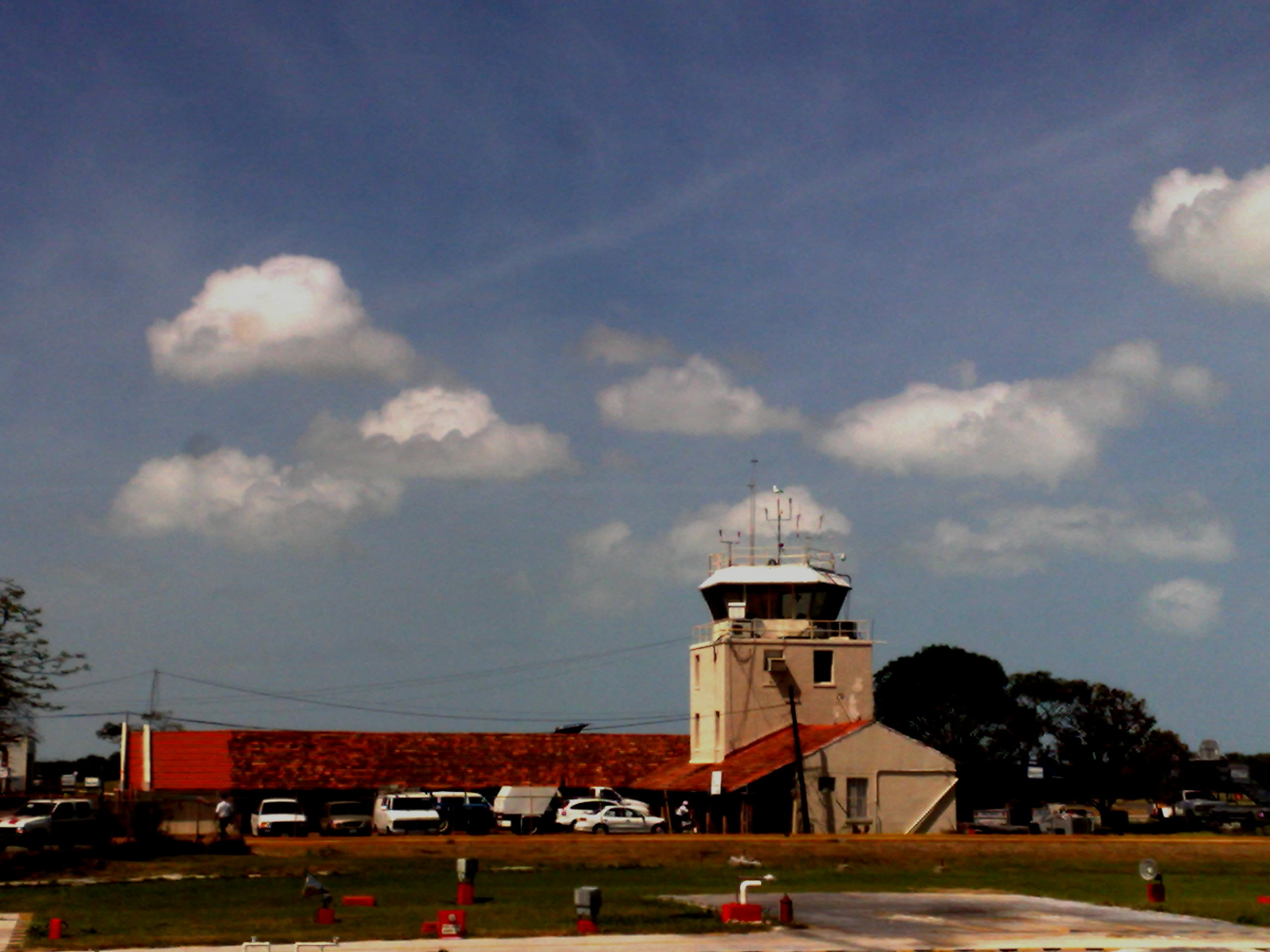
Torre de Control del Aeropuerto.

Es notable recalcar que es el aeropuerto que dentro de sus funciones contiene un helipuerto con 4 compañías que laboran mediante contratos para Petróleos Mexicanos. Este helipuerto es el número 1 en horas de vuelo a nivel nacional y es uno de los helipuertos con más horas de vuelo a nivel continental e internacional.
No obstante, el aeropuerto alcanzó un máximo de 661,901 pasajeros en 2015; desde entonces, ha ido languideciendo con el declive de las actividades petroleras y petroquímicas en la región. En 2017, United Express canceló el único vuelo internacional regular de pasaje, a Houston. En 2019, pese a un suave repunte, por Ciudad del Carmen sólo pasaron 401,316 pasajeros. En 2021, tuvo un total de 322,401 pasajeros, mientras que en 2022 contó con 339,294 pasajeros, todo ello según datos publicados por Aeropuertos y Servicios Auxiliares. 
Su horario oficial de operación es de las 7:00 a las 19:00 horas. Cuenta con vuelos comerciales hacia la Ciudad de México por medio de Aeroméxico y Aeroméxico Connect, además frecuencias hacia Veracruz y Tampico por medio de TAR.

## Aerolíneas y destinos

### Pasajeros
| Destinos por aerolínea                                    | Destinos por aerolínea                                       | Destinos por aerolínea |
| Aerolínea                                                 | Destinos                                                     |                        |
| --------------------------------------------------------- | ------------------------------------------------------------ | ---------------------- |
| Aeroméxico                                                | Ciudad de México                                             |                        |
| Aeroméxico Connect                                        | Ciudad de México                                             |                        |
| Aerus                                                     | Minatitlán/Coatzacoalcos (inicia el 1 de septiembre de 2025) |                        |
| Total: 2 destinos (nacionales), 3 aerolíneas (nacionales) |                                                              |                        |

### Destinos nacionales
Se brinda servicio a 2 ciudades dentro del país a cargo de 3 aerolíneas. El destino de Aeroméxico es operado también por Aeroméxico Connect.
| Destinos nacionales del Aeropuerto Internacional de Ciudad del Carmen CME MEX MTT | Destinos nacionales del Aeropuerto Internacional de Ciudad del Carmen CME MEX MTT | Destinos nacionales del Aeropuerto Internacional de Ciudad del Carmen CME MEX MTT | Destinos nacionales del Aeropuerto Internacional de Ciudad del Carmen CME MEX MTT | Destinos nacionales del Aeropuerto Internacional de Ciudad del Carmen CME MEX MTT |
| Destinos                                                                          | Aeroméxico                                                                        | Aerus                                                                             | Otra                                                                              | #                                                                                 |
| --------------------------------------------------------------------------------- | --------------------------------------------------------------------------------- | --------------------------------------------------------------------------------- | --------------------------------------------------------------------------------- | --------------------------------------------------------------------------------- |
| Ciudad de México (MEX)                                                            | •                                                                                 |                                                                                   |                                                                                   | 1                                                                                 |
| Minatitlán/Coatzacoalcos (MTT)                                                    |                                                                                   | •                                                                                 |                                                                                   | 1                                                                                 |
| Total                                                                             | 1                                                                                 | 1                                                                                 | 0                                                                                 | 2                                                                                 |

### Vuelos de helicópteros
| Empresa                   | Destinos |
| ------------------------- | --- |
| Apoyo Logístico Aéreo     | Empresa filial de Cotemar, encargada del transporte de su propio personal y carga hacia las plataformas marinas de su propiedad o plataformas marinas en la Sonda de Campeche. |
| Asesa                     | Servicios de transporte aéreo de personal y de carga, servicios de mantenimiento, guarda y custodia.                                                                           |
| Heliservicios Campeche    | Empresa de transporte aéreo de personal y carga local. |
| Helivan                   | Proporciona servicios de transporte aéreo tanto en helicópteros como en aviones a directores generales y ejecutivos de alto nivel de empresas públicas y privadas.             |
| Transportes Aéreos Pegaso | Especializados en vuelos ejecutivos y en transporte de personal a las plataformas en el Golfo de México.                                                                       |

### Planes de rutas futuras
| Destino                                                | Aeropuerto                              | Aerolínea | Fecha de inicio  | Ref.   |
| ------------------------------------------------------ | --------------------------------------- | --------- | ---------------- | ------ |
| Ciudad de México                                       | Aeropuerto Internacional Felipe Ángeles | Mexicana  | Planes de inicio | [ 11 ] |
| Ciudad de México                                       | Aeropuerto Internacional Felipe Ángeles | Viva      | Planes de inicio | [ 12 ] |
| Ciudad de México                                       | Aeropuerto Internacional Felipe Ángeles | Volaris   | Planes de inicio | [ 12 ] |
| Total: 1 destino (nacional), 3 aerolíneas (nacionales) |                                         |           |                  |        |

## Estadísticas

### Tráfico anual
Según datos publicados por la Agencia Federal de Aviación Civil, en 2022 el aeropuerto recibió 339,294 pasajeros, un incremento del 5.24% con el año anterior. 
| Año  | Pasajeros Totales | cambio en % | Movimiento de carga (t) | Operaciones aéreas |
| 2006 | 497,579           | Sin cambios | 691                     | 51,958             |
| 2007 | 566,500           | 13.85%      | 618                     | 57,450             |
| 2008 | 586,950           | 3.60%       | 593                     | 56,037             |
| 2009 | 558,642           | 4.82%       | 506                     | 56,634             |
| 2010 | 507,386           | 9.17%       | 485                     | 50,139             |
| 2011 | 516,205           | 1.73%       | 389                     | 51,139             |
| 2012 | 587,339           | 13.78%      | 503                     | 57,983             |
| 2013 | 548,941           | 6.53%       | 396                     | 49,281             |
| 2014 | 661,901           | 20.57%      | 424                     | 59,591             |
| 2015 | 623,154           | 5.85%       | 384                     | 56,058             |
| 2016 | 459,497           | 26.26%      | 340                     | 36,750             |
| 2017 | 362,795           | 21.04%      | 330                     | 32,065             |
| 2018 | 362,663           | 0.04%       | 373                     | 33,337             |
| 2019 | 401,316           | 10.66%      | 436                     | 35,921             |
| 2020 | 260,074           | 35.19%      | 207                     | 34,318             |
| 2021 | 322,401           | 23.96%      | 365                     | 42,923             |
| 2022 | 339,294           | 5.24%       | 394                     | 42,248             |
| 2023 | 342,737           |             | 337                     | 41,559             |
| 2024 | 318,782           |             | 343                     | 43,016             |
| ---- | ----------------- | ----------- | ----------------------- | ------------------ |

## Aerolíneas que volaban anteriormente en CME
| Aerolíneas |
| --- |
| Aerodavinci, Aeromar, Aeromaya, Aerolitoral, Aerus, Alma de México, Aerocaribe, Delta Air Lines, Interjet, MAYAir, Mexicana, MexicanaClick, TAR, United Express, Viva, Volaris |

## Aeropuertos cercanos
Los aeropuertos más cercanos son:
- Aeropuerto Internacional de Palenque (126km)
- Aeropuerto Internacional Carlos Rovirosa Pérez (129km)
- Aeropuerto Internacional Ing. Alberto Acuña Ongay (189km)
- Aeropuerto Internacional de Tuxtla (266km)
- Aeropuerto Internacional Mundo Maya (280km)